# Chambaron-sur-Morge
Chambaron-sur-Morge – gmina we Francji, w regionie Owernia-Rodan-Alpy, w departamencie Puy-de-Dôme. W 2013 roku liczba ludności wynosiła 1605 mieszkańców.
Gmina została utworzona 1 stycznia 2016 roku z połączenia dwóch ówczesnych gmin: Cellule oraz La Moutade. Siedzibą gminy została miejscowość La Moutade.